# Proctacanthus craverii
Proctacanthus craverii är en tvåvingeart som beskrevs av Luigi Bellardi 1861. Proctacanthus craverii ingår i släktet Proctacanthus och familjen rovflugor. Inga underarter finns listade i Catalogue of Life.